# Sant Isidre de Presquiró
Sant Isidre de Presquiró era una capella de la parròquia de Sant Salvador de Toló. Consta en una visita pastoral del 1758 com a tal església depenent, situada a la masia de Puigredon. En una altra visita pastoral, del 1904, encara consta, i dins de la mateixa parròquia. És a la caseria de Presquiró al municipi de Gavet de la Conca.
Actualment, en queden ben poques restes: era un edifici d'una sola nau, construït amb carreus irregulars i no prou ben tallats. El tros de mur més conservat -i només en algunes filades- és el meridional, que inclou l'angle sud-oest (l'oposat al lloc on hi hauria d'haver l'absis).